# Championnats d'Europe de pentathlon moderne 1989
Navigation
Édition précédente Édition suivante
Les Championnats d'Europe de pentathlon moderne 1989 se sont tenus à Umeå en Suède pour les compétitions masculines, et à Modène en Italie pour les compétitions féminines.

## Podiums

### Hommes
| Épreuves    | Or                                                                           | Argent        | Bronze      |
| ----------- | ---------------------------------------------------------------------------- | ------------- | ----------- |
| Individuel  | Union soviétique Vakht'ang Iagorashvili                                      | László Fábián | Per Nyqvist |
| Par équipes | Union soviétique Vakht'ang Iagorashvili Anatoly Starostin Leonid Vitoslavsky | Italie        | Pologne     |

### Femmes
| Épreuves    | Or                                              | Argent                | Bronze          |
| ----------- | ----------------------------------------------- | --------------------- | --------------- |
| Individuel  | Pologne Dorota Idzi                             | Sophie Moresse-Pichot | Iwona Dąbrowska |
| Par équipes | Pologne Dorota Idzi Iwona Dąbrowska Anna Sulima | Hongrie               | France          |